# Раковіца (комуна, Сібіу)
Раковіца (рум. Racovița) — комуна у повіті Сібіу в Румунії. До складу комуни входять такі села (дані про населення за 2002 рік):
- Раковіца (2135 осіб)
- Себешу-де-Сус (742 особи)

Комуна розташована на відстані 194 км на північний захід від Бухареста, 19 км на південний схід від Сібіу, 134 км на південний схід від Клуж-Напоки, 98 км на захід від Брашова.

## Населення
За даними перепису населення 2002 року у комуні проживали 2877 осіб.
Національний склад населення комуни:
| Національність | Кількість осіб | Відсоток |
| -------------- | -------------- | -------- |
| румуни         | 2863           | 99,5%    |
| угорці         | 14             | 0,5%     |

Рідною мовою назвали:
| Мова      | Кількість осіб | Відсоток |
| --------- | -------------- | -------- |
| румунська | 2874           | 99,9%    |
| угорська  | 3              | 0,1%     |

Склад населення комуни за віросповіданням:
| Релігія        | Кількість осіб | Відсоток |
| -------------- | -------------- | -------- |
| православні    | 2728           | 94,8%    |
| баптисти       | 114            | 4,0%     |
| не релігійні   | 14             | 0,5%     |
| п'ятдесятники  | 8              | 0,3%     |
| римо-католики  | 7              | 0,2%     |
| реформати      | 2              | 0,1%     |
| греко-католики | 1              | < 0,1%   |
| лютерани       | 1              | < 0,1%   |

## Зовнішні посилання
- Дані про комуну Раковіца на сайті Ghidul Primăriilor